# Novoielîzavetivka, Hornostaiivka
Novoielîzavetivka (în ucraineană Новоєлизаветівка) este un sat în comuna Velîka Blahovișcenka din raionul Hornostaiivka, regiunea Herson, Ucraina.

## Demografie
Componența lingvistică a localității Novoielîzavetivka
     Ucraineană (88,18%)
     Rusă (10,45%)
     Alte limbi (0,45%)
Conform recensământului din 2001, majoritatea populației localității Novoielîzavetivka era vorbitoare de ucraineană (88,18%), existând în minoritate și vorbitori de rusă (10,45%).